# Toruński Festiwal Nauki i Sztuki
Toruński Festiwal Nauki i Sztuki – festiwal organizowany przez Uniwersytet Mikołaja Kopernika w Toruniu, Urząd Miasta Torunia i Towarzystwo Naukowe w Toruniu. Jego celem jest popularyzacja nauki i sztuki wśród mieszkańców Torunia i okolic. Prezentacje odbywają się w różnych miejscach na terenie Torunia i okolic.
Poszczególne edycje festiwalu mają swój motyw bądź hasło przewodnie, nawiązujące do bieżących wydarzeń na świecie lub bieżących tematów badawczych.
Pierwsza edycja festiwalu odbyła się w 2001 roku. Jubileuszowa 10. edycja odbyła się w dniach 16-20 kwietnia 2010 roku. Tematem przewodnim edycji z 2017 roku była Wisła. Edycja ta odbyła się w ramach Roku Rzeki Wisły. W ramach edycji z 2019 roku zorganizowano ok. 130 wydarzeń festiwalowych. W wydarzeniu wzięło udział około 30 tys. widzów. Z powodu pandemii COVID-19 nie odbyły się edycje w latach 2020 i 2021. W ramach 550. rocznicy urodzin Mikołaja Kopernika 21. edycja festiwalu z 2023 roku była poświęcona temu astronomowi. 21 kwietnia 2024 roku rozpoczęła się 22. edycja festiwalu. Tematem przewodnim 22. edycji było hasło „Otwartość”.
Udział w festiwalu jest bezpłatny, udział w niektórych wydarzeniach (głównie na tych, gdzie obowiązują limity miejsc) jest możliwy wyłącznie po wcześniejszej rejestracji. Za najpopularniejszą atrakcję Festiwalu uchodzi zwiedzanie Obserwatorium Astronomicznego Uniwersytetu Mikołaja Kopernika w Piwnicach pod Toruniem.
Toruński Festiwal Nauki i Sztuki należy do European Science Events Association, stowarzyszenia organizatorów festiwali nauki w Europie.